# لونا أندريه
لونا أندريه (ولدت باسم لاونا أندرسون؛ 2 مارس 1915-18 سبتمبر 1992)، ممثلة سينمائية أمريكية، ولاعبة غولف، وسيدة أعمال.
في عام 1938، سجلت رقمًا قياسيًا عالميًا في لعبة الجولف للنساء من خلال رمي 156 حفرة جولف في 11 ساعة و56 دقيقة على ملعب بحيرة نوركونيان، كاليفورنيا. أفضل جولة لها كانت 91 لـ 18 حفرة وأسوأ جولة لها كانت 115.

## أعمال

### أفلام
- (1934) الأرملة المرحة
- (1935) لحن برودواي لعام 1936

## وصلات خارجية
- لونا أندريه على موقع IMDb (الإنجليزية)
- لونا أندريه على موقع أول موفي (الإنجليزية)
- لونا أندريه على موقع قاعدة بيانات الأفلام السويدية (السويدية)
- لونا أندريه على موقع قاعدة بيانات الفيلم (الإنجليزية)